# Berlin Tattoo
Das Berlin Tattoo (von englisch tattoo = Zapfenstreich) ist eine Musik-Show, die jeweils am ersten Wochenende im November in Berlin stattfindet. Sie ist damit Nachfolger des Berliner Militärmusikfestes, das als British Berlin Tattoo erstmals 1947 veranstaltet wurde. Berlin Tattoo ist an das Edinburgh Military Tattoo angelehnt. Die Veranstaltung ist das größte Tattoo Deutschlands.

## Geschichte und Spielorte
Das erste British Berlin Tattoo veranstaltete die britische Militärverwaltung vom 11. bis 16. August 1947 auf dem Maifeld in Berlin. Neben verschiedenen musikalischen Darbietungen bot das Programm auch Schauexerzieren und den gespielten Überfall auf eine Postkutsche. Von 1950 bis Anfang der 1960er Jahre war das Berlin Tattoo eine Begleitveranstaltung zur Deutschen Industriemesse, die auf dem Messegelände unter dem Funkturm stattfand. Nach einigen Jahren, in denen das Tattoo im Berliner Olympiastadion zu sehen war, wurde es ab 1971 in der Deutschlandhalle veranstaltet. 1973 waren dort im Begleitprogramm sogar Hubschrauberflüge zu sehen. Am letzten British Berlin Tattoo im Jahre 1992 nahm die britische Königin Elisabeth II. und ihr Gatte Prinz Philip als Ehrengäste teil.
Danach hieß das Tattoo bis 2010 „Berliner Militärmusikfest“ und fand in der Max-Schmeling-Halle statt. Von 2011 bis 2013 gab es in der O2 World Berlin eine gleichnamige Veranstaltung, die jedoch 2013 zum letzten Mal stattfand. Im Juni 2014 gab es außerdem ein Berlin Tattoo in der Berliner Waldbühne, das an die Tradition des British Berlin Tattoo anknüpfte. Das Berlin Tattoo in der Max-Schmeling-Halle findet nach wie vor an jedem ersten November-Wochenende statt.

## Programm
Das Musikevent beinhaltet Tanz, Musik, Gesang und Showeinlagen. Das Programm des Berlin Tattoo wechselt jährlich und wird von internationalen Orchestern, Bands und Tanzformationen dargeboten.

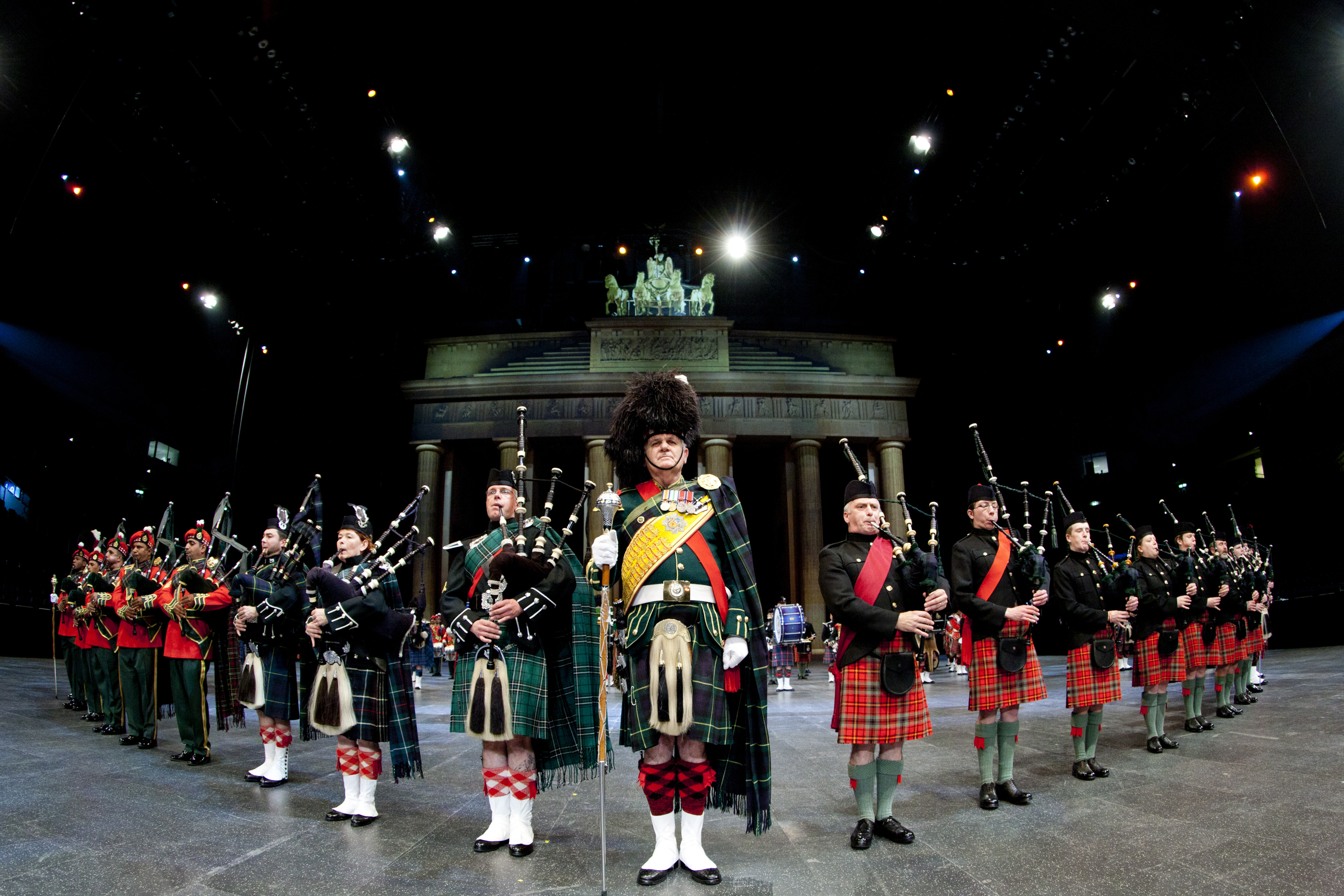
Massed Pipes and Drums vor dem Brandenburger-Tor-Nachbau
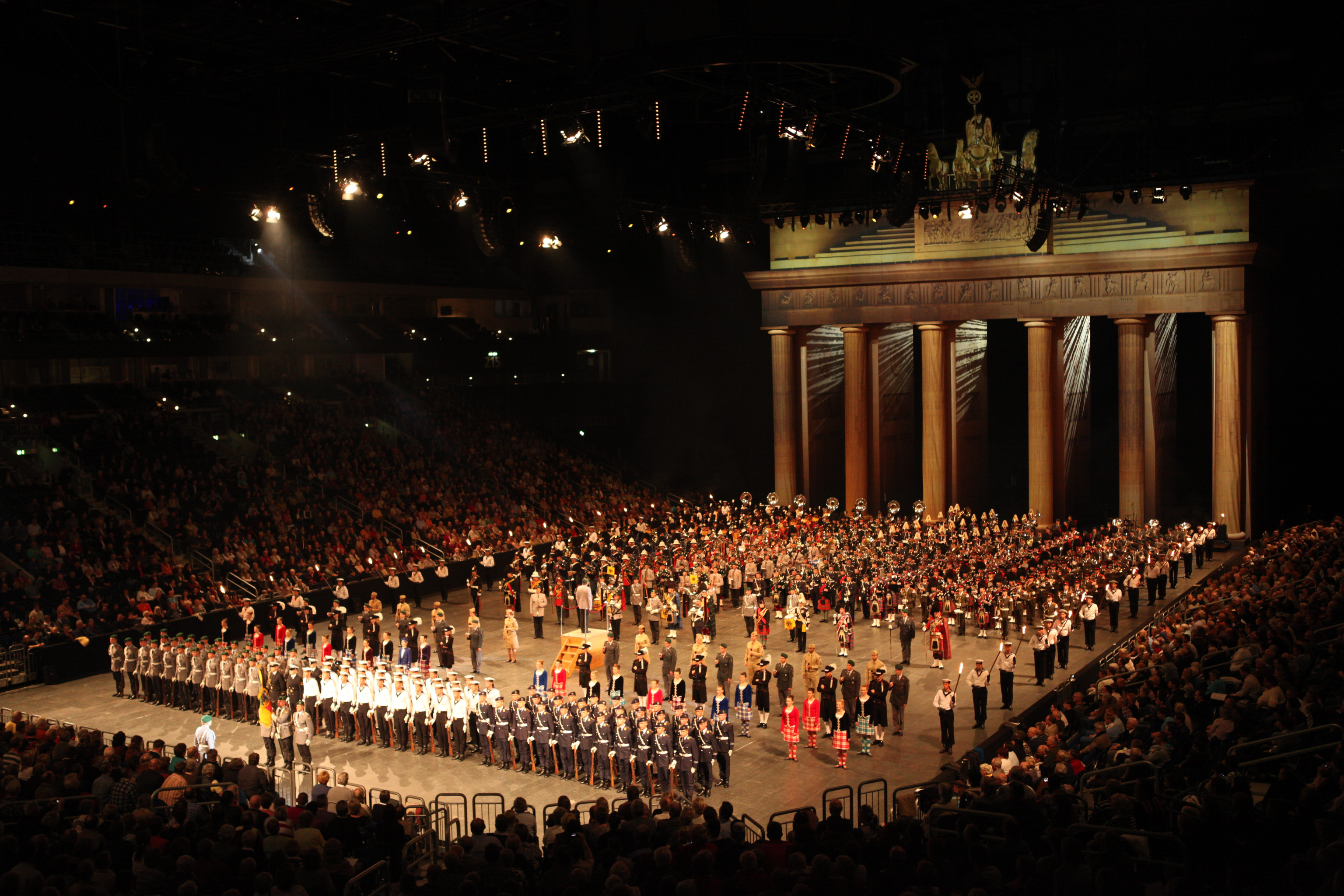
Das große Finale des Berlin Tattoo 2011
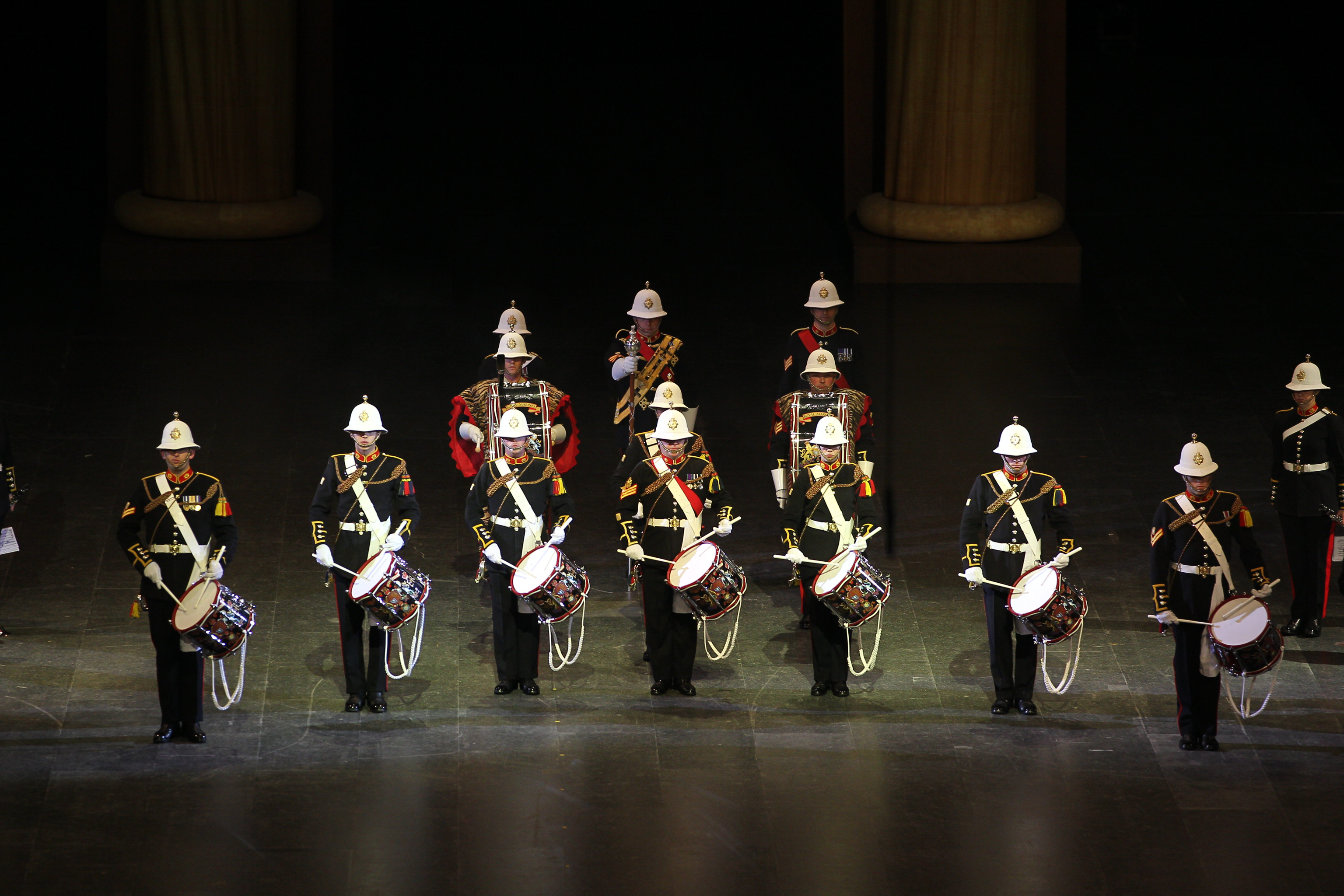
The Band of Her Majesty’s Royal Marines aus Schottland
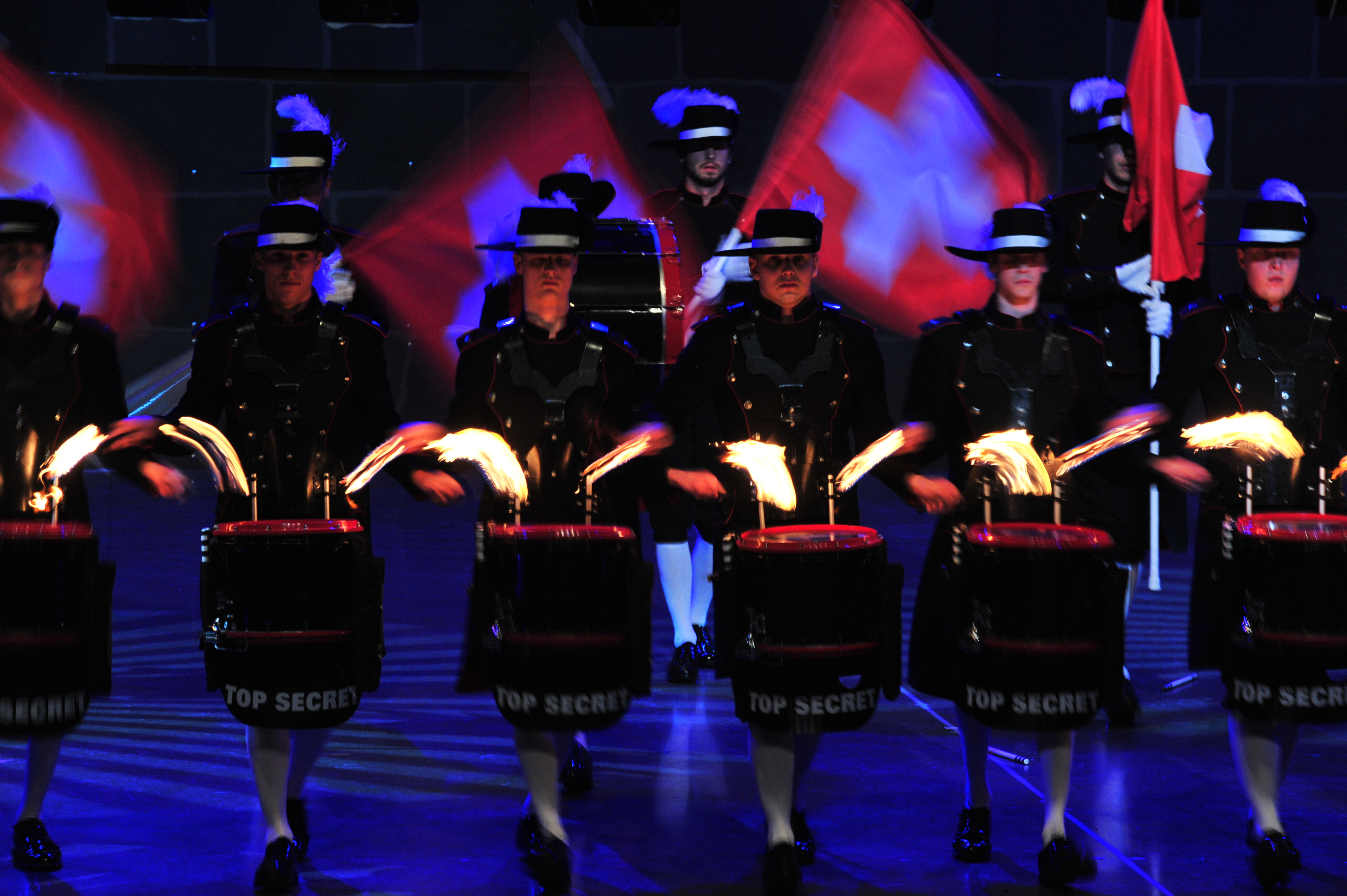
Das Top Secret Drum Corps aus Basel
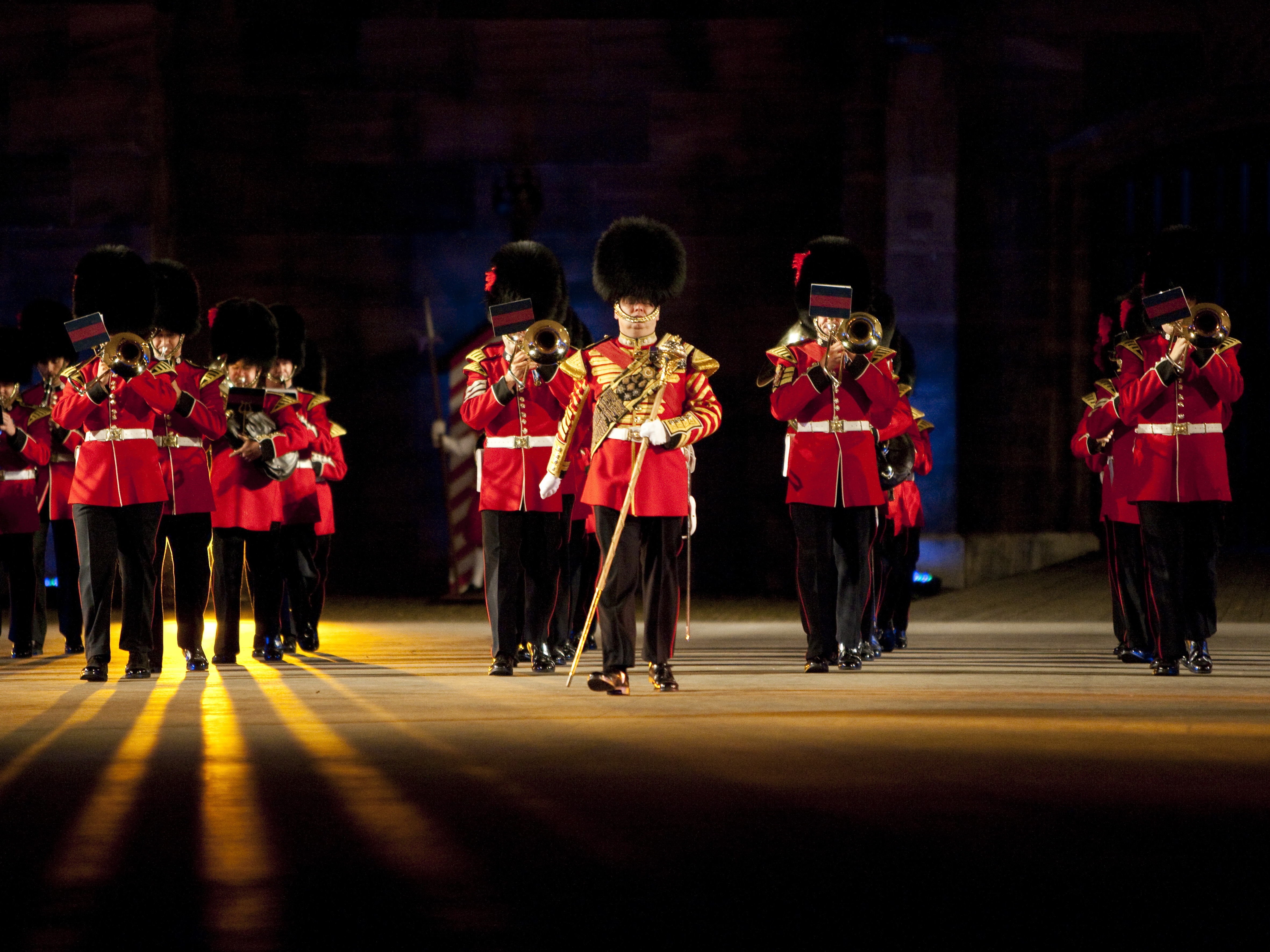
Coldstream Guards